# Dimitrij Nikolajevič Aščaulov
Dmitrij Nikolajevič Aščaulov, sovjetski letalski častnik, vojaški pilot in letalski as, * 1915, Gluhov, † 6. marec 1945 (KIA). 
Aščaulov je v svoji vojaški karieri dosegel 24 samostojnih zračnih zmag.

## Življenjepis
Končal je Kačinsko letalsko akademijo.
Potem pa je služil v 402. lovskem letalskem polku.
S Jak-3 je opravil 500 bojnih poletov.

## Odlikovanja
- red rdeče zastave
- red domovinske vojne 1. stopnje